# Jean Villard

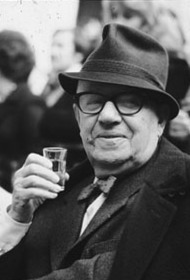
Gilles, fotografiert von Erling Mandelmann (1975)

Jean Villard (auch bekannt als Jean Villard Gilles oder unter dem Pseudonym Gilles; geb. 2. Juni 1895 in Montreux, Schweiz; gest. 26. März 1982 in Saint-Saphorin (Lavaux), ebenda) war ein französischsprachiger Schweizer Dichter, Schauspieler, Chansonnier, Komiker und Komponist, der für seine deutliche Haltung gegenüber dem deutschen Nationalsozialismus bekannt war.

## Leben und Werk
Jean Villard wurde in eine Familie von Architekten und Ingenieuren geboren. Als Schauspieler feierte er erste Erfolge in der Rolle des Teufels in der Histoire du soldat (dt. Die Geschichte vom Soldaten) des waadtländischen Dichters Ramuz (1878–1947) und des russischen Komponisten Strawinski – genau gesagt: dem gesprochenen Teil davon (den getanzten hatte Georges Pitoëff übernommen) – und hatte anschliessend eine erfolgreiche Karriere.
In den 1920er Jahren spielte er verschiedene Rollen in dem von Jacques Copeau geleiteten Théâtre du Vieux-Colombier in Paris. Mit Aman-Julien Maistre (A.-M. Julien, 1903–2001) trat er während der 1930er Jahre gemeinsam in dem Duo Gilles et Julien auf. Sein Chanson La belle France (1936) wurde die Hymne der Front populaire (Volksfront).
Vor der Besetzung von Paris durch deutsche Truppen Mitte Juni 1940 war er zurück in seine Heimat nach Lausanne gegangen. Einmal in der Woche komponierte er ein Chanson für Radio-Lausanne. Am 16. Oktober 1940 gründete der Comédien und Chansonnier in Lausanne mit Edith Burger (1906–1948) das Kabarett Coup de Soleil (dt. „Sonnenbrand“), einen Ort des frankophilen Geistes und der Résistance.
Nach dem Krieg war er Direktor des Kabaretts Chez Gilles in Paris, wo er mit Albert Urfer (1914–1985) im Duo auftrat. 1955 gründete er ein Chez Gilles in Lausanne.
Zu seinen bekanntesten Kompositionen zählt das Stück Les trois cloches („Die drei Glocken“, dt. unter dem Titel: Wenn die Glocken hell erklingen bekannt), das Edith Piaf und die Gruppe Les compagnons de la Chanson später bekannt machten. Es wurde später von vielen weiteren Interpreten gesungen, darunter von Mireille Mathieu.
In seinem Gedicht La Venoge beschreibt er den Flussverlauf der Venoge im Kanton Waadt. Es inspirierte den belgischen Sänger Jacques Brel (1929–1978) zu seinem Chanson Le Plat Pays (dt. Das flache Land).
Gute Beispiele für seinen bissigen Humor sind – insbesondere aus deutscher Perspektive – die mit diversen deutschsprachigen Einschübseln versehenen Chansons Le Männerchor de Steffisburg und Le Frauenverein.
Im Waadtländischen Kantonalarchiv wird sein Nachlass erschlossen.

## Duo-Partner
- 1932–1939 Aman Maistre (Julien) – Gilles et Julien
- 1940–1948 Edith Burger – Edith et Gilles
- 1948–1975 Albert Urfer – Gilles et Urfer

## Verschiedenes
Eine Jean-Villard-Gilles-Stiftung (Fondation Jean Villard Gilles) wurde nach dem letzten Willen seiner am 20. Juni 2011 verstorbenen Witwe Evelyne Villard (1913–2011) im November 2011 gegründet.
Georges Brassens bezeichnete Jean Villard als einen der ersten auteurs-compositeurs, den französischen Begriff für Liedermacher. Er habe zu einer Zeit, als dies noch keineswegs üblich war, bewusst gute Chansons geschrieben und dem Publikum Vertrauen geschenkt. Eine Anthologie seiner Chansons (Anthologie des chansons de Gilles) erschien im Umfang von sieben CDs. Das Duo Rabetaud & Desmons hat in neuerer Zeit eine kleine Auswahl seiner Stücke eingespielt.

## Bekannte Werke (Auswahl)
- 1932 Dollar
- 1936 La belle France, die Hymne der Front populaire (Volksfront)
- 1946 Les trois cloches interpretiert von Édith Piaf zusammen mit den Compagnons de la chanson, bereits 1939 komponiert
- 1948 Le bonheur
- 1951 À l'enseigne de la fille sans cœur
- 1954 La Venoge
- 1958 Nos colonels
- Le vaudois
- 14 juillet

## Publikationen (Auswahl)
- La Belle France. Paroles et musique de Jean Villard (Gilles). Gesang und Klavier. Le Petit Duc, Paris 1936.
- Poemes et Chansons. Mermod, Lausanne 1943. (Illustrationen von Raoul Domenjoz)
- Les Histoires de Gilles. 1943 (Kurzbeschreibung)
- La Chanson, le Theatre et la Vie. Mermod, Lausanne 1944.
- Trois Poèmes. 1945
- Beitrag in: Hommage à C.-F. Ramuz. Lausanne 1947. Ein vollständig dem Dichter gewidmeter Sonderdruck der Zeitschrift Suisse contemporaine (7. année, no. 9-10) mit achtzehn Beiträgen, darunter: Dentan: Ramuz étudiant. – Budry: Vocation du poète. – Ziegler: Regards sur Ramuz. – Villard-Gilles: Souvenirs du Diable („Erinnerungen des Teufels“).
- Chansons du Coup de soleil. F. Rouge, Lausanne 1947 (Design und Lithographien von Yvon Monay (1922–1955))
- Passage de l'étoile. Théâtre du Jorat in Mézières. 1950
- La Venoge et autres poemes. Mis en images par Géa Augsbourg. Les editions du Verseau et Librairie Payot, Lausanne 1960.
- La Grange aux Roud. Théâtre du Jorat in Mézières, 1960.
- Chansons que tout cela! : 90 chansons nues. Éd. Rencontre, Lausanne 1963.
- Mon demi-siècle et demi. Éditions Rencontre, Lausanne 1970.
- Amicalement vôtre Gilles, Éd. Pierre-Marcel Favre, 1978
- Anthologie des chansons de Gilles. 7 CDs.[19][20]